# Appendicia
Appendicia är ett släkte av tvåvingar. Appendicia ingår i familjen parasitflugor.
Släktet innehåller bara arten Appendicia truncata.